# Peter Lee Ki-heon

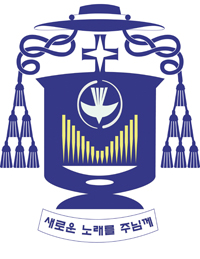
Bischofswappen von Bischof Peter Lee Ki-heon

Peter Lee Ki-heon (koreanisch 이기헌 베드로 I Giheon Bedeulo, * 31. Dezember 1947 in Pjöngjang, Nordkorea) ist ein koreanischer Geistlicher und emeritierter römisch-katholischer Bischof von Uijeongbu in Südkorea.

## Leben
Peter Lee Ki-heon empfing am 8. Dezember 1975 durch den Erzbischof von Seoul, Stephen Kardinal Kim Sou-hwan, das Sakrament der Priesterweihe.
Am 29. Oktober 1999 ernannte ihn Papst Johannes Paul II. zum Militärbischof von Korea. Der Erzbischof von Seoul, Stephen Kardinal Kim Sou-hwan, spendete ihm am 14. Dezember desselben Jahres die Bischofsweihe; Mitkonsekratoren waren der Weihbischof in Seoul, Paul Kim Ok-kyun, und der Bischof von Pusan, Augustine Cheong Myong-jo.
Am 26. Februar 2010 ernannte ihn Papst Benedikt XVI. zum Bischof von Uijeongbu. Die Amtseinführung erfolgte am 4. Mai desselben Jahres.
Papst Franziskus nahm am 13. März 2024 seinen altersbedingten Rücktritt an.